# منيا القمح (مركز)
مركز منيا القمح، مركز إداري مصري. يقع في محافظة الشرقية الواقعة في جمهورية مصر العربية. القاعدة الإدارية للمركز هي مدينة منيا القمح.